# 'O ffuoco/Nuie
 'O ffuoco/Nuie è il 34º singolo discografico di Mina, pubblicato nel 1960 dall'etichetta Italdisc.

## Storia
La versione commerciale non uscì mai accoppiata a una copertina fotografica ma solamente con la copertina generica Italdisc (rossa), senza foto dell'artista, senza titoli e senza numeri catalogo stampati sulla stessa.
Ne esiste una versione promozionale per jukebox con identico numero di catalogo. Questa versione ebbe invece una copertina fotografica ufficiale Italdisc con foto di Mina, ma forata centralmente, senza titoli e senza numeri catalogo stampati sulla stessa.
Le canzoni napoletane che contiene sono presenti anche nei seguenti dischi:
- nell'EP Mina canta Napoli pubblicato a novembre del 1960[3]
- nella raccolta Mina canta Napoli del 1966 (inserita tra gli album ufficiali nella discografia sul sito dell'artista)[3]
- nell'antologia Ritratto: I singoli Vol. 2 del 2010, che riepiloga cronologicamente tutti i singoli fino al 1964.[4]
- nella raccolta NON ufficiale Mina Export del 1986, rispettivamente nel secondo e nel primo volume.

La cantante è accompagnata dal maestro Tony De Vita con la sua orchestra.
Mina ha presentato entrambi i brani alle serate dedicate alla "Nouvelle vague" partenopea, manifestazione poi ribattezzata Due giorni della canzone napoletana, al Teatro Mediterraneo di Napoli il 29 e 30 settembre 1960. L'orchestra era diretta da Bruno Canfora che arrangiava i brani con Ennio Morricone. Tra i cantanti intervenuti anche: Peppino di Capri, Fausto Cigliano, Paola Orlandi e il Quartetto 2 + 2.
Nuie è stata incisa nello stesso anno anche da Dino Giacca.

## Tracce
Lato A
1. 'O ffuoco – 2:10 (testo: Salvatore Palomba – musica: Ettore Lombardi; edizioni musicali Titanus)

Lato B
1. Nuie – 2:18 (testo: Salvatore Palomba – musica: Rodolfo Mattozzi; edizioni musicali Ariston)